# Зибенталь, Натали фон
Натали фон Зибенталь (нем. Nathalie von Siebenthal; 30 сентября 1993 года, Занен, Швейцария) — швейцарская лыжница, специализирующаяся в дистанционных гонках.

## Биография
Натали фон Зибенталь родилась 30 сентября 1993 года в швейцарской коммуне Занен.
Молодой швейцарской лыжнице впервые удалось заявить о себе на молодёжном первенстве мира 2015 года в Алма-Ате, где она стала победительницей в скиатлоне и выиграла бронзовую медаль в индивидуальной гонке на 10 км. Через две недели Натали фон Зибенталь отлично дебютировала уже на взрослом чемпионате мира в шведском Фалуне: швейцарка вошла в шестёрку лучших лыжниц в коньковой «разделке» на 10 км.
Благодаря стабильным выступлениям на этапах Кубка мира в 2014/15 и 2015/16 годах Натали входила в число трёх лучших лыжниц до 23 лет.
Фон Зибенталь отлично выступила и на чемпионате мира в финском Лахти, где остановилась в шаге от подиума в скиатлоне и стала седьмой в эстафете.
Благодаря хорошим результатам Натали вошла в состав сборной Швейцарии на Олимпийские игры. Лыжница снова показала отличные результаты, но не смогла попасть в число призёров: в скиатлоне и коньковой «разделке» она стала шестой, а в эстафете, как и на предолимпийском чемпионате мира, швейцарская команда пришла к финишу седьмой.

## Результаты

### Олимпийские игры
| Олимпийские игры | Спринт | Командный спринт | 10 км | 7,5+7,5 км | 30 км | Эстафета |
| ---------------- | ------ | ---------------- | ----- | ---------- | ----- | -------- |
| 2018 Пхёнчхан    | —      | —                | 6     | 6          | 22    | 7        |

### Чемпионаты мира
| Чемпионат мира | Спринт | Командный спринт | 10 км | 7,5+7,5 км | 30 км | Эстафета |
| -------------- | ------ | ---------------- | ----- | ---------- | ----- | -------- |
| 2015 Фалун     | —      | —                | 6     | 22         | 23    | —        |
| 2017 Лахти     | —      | —                | 30    | 4          | 11    | 7        |
| 2019 Зефельд   | —      | —                | —     | 18         | 7     | 10       |